# 林家染八
林家 染八（はやしや そめはち）は、上方落語の名跡。
- 初代林家染八（明治末期 - 1944年2月）本名∶金谷 伊太郎。最初、4代目笑福亭松鶴の門で鶴瓶、後に師・松鶴が芸界を離れたため、2代目林家染丸の門で染八となった。性格はまじめで実直で諸派を変えることなく花月の寄席に20年以上出演した。得意ネタは珍しい物が多く『地獄八景』『池田の猪買い』『大阪名所』『常太夫義太夫』等がある。アルコール中毒で死亡。
- 2代目林家染八 - 後の5代目林家小染
- 3代目林家染八 - 本記事で詳述。

3代目 林家 染八（はやしや そめはち、1992年10月14日 - ）は、大阪府大阪市出身の落語家（上方噺家）。上方落語協会会員。本名∶上村 勘太朗。

## 来歴・人物
5代目林家小染の実子で一番弟子。寄席囃子三味線奏者の入谷和女は母、3代目桂あやめは叔母。花詩歌タカラヅカでの芸名は「河掘 じゅにあ」（現在は卒業）。
興國高等学校卒業後、2011年6月1日に5代目小染に入門。父の前名である染八の名を授けられた。
吉本興業との関わりが深い染丸一門の中では珍しく、松竹芸能の劇場（現在はDAIHATSU心斎橋角座）に出演したり同社所属の落語家との共演が多い。吉本所属歴はなくフリーだったが、2021年よりOFFICE MINAMIKAZEに所属。

## 出演

### テレビ
- お笑いワイドショー マルコポロリ!（カンテレ、2022年10月9日） - 再現映像にて中西茂樹（なすなかにし）役

### 広告
- ザ・ファブル The second contact 第5巻（講談社、2022年11月4日発売） - ポスター「上方落語の男・・・・。」編